# Озбек Дар'я Михайлівна
Дар'я Михайлівна Озбек (до шлюбу Чміль; 13 вересня 1983, Запоріжжя, УРСР) — українська волейболістка, зв'язуюча. Гравець національної збірної.

## Із біографії
Вихованиця запорізької дитячо-юнацької спортивної школи, перша тренерка — Любов Перейбиніс. Виступала за «Джінестру» (Одеса), «Галичанка» (Тернопіль), «Віні Монте Ск'яво» (Єзі, Італія), «Протон» (Балаково, Росія) та низку турецьких клубів. В останньому сезоні грала у фіналі Кубка виклику.
У складі національної збірної виступала з 2000 по 2013 рік.
Закінчила кафедру фізичного виховання Національного університету «Одеська юридична академія». 2011 року представляла університет у студентській збірній України. 
Одружена з турецьким волейболістом Енгіном Озбеком.

## Клуби
| Роки      | Команди                                       |
| --------- | --------------------------------------------- |
| 1998—2005 | «Джінестра» (Одеса)                           |
| 2005—2006 | «Галичанка» (Тернопіль)                       |
| 2006—2007 | «Бешикташ» (Стамбул)                          |
| 2007—2008 | «Віні Монте Ск'яво» (Єзі)                     |
| 2009—2010 | «Єсильюрт» (Стамбул)                          |
| 2010—2012 | «Хімік» (Южне)                                |
| 2012—2013 | «Протон» (Балаково, Саратовська область)      |
| 2013—2014 | «Сарієр Беледієспор» (Стамбул)                |
| 2015—2015 | «Баликесір Бююкшехір Беледієспор» (Баликесір) |
| 2015—2016 | «Самсун 19»                                   |
| 2016—2017 | «Єсильюрт» (Стамбул)                          |
| 2017—2017 | «Анакент» (Самсун)                            |
| 2017—2018 | «Сарієр Беледієспор» (Стамбул)                |
| 2018—2019 | «Айдин Бююкшехір Беледієспор» (Айдин)         |

## Досягнення
- Фіналістка Кубка виклику (1): 2019[ru]
- Чемпіонка України (6): 2001, 2002, 2003, 2004, 2011, 2012
- Володарка кубка України (3): 2001, 2002, 2003